# Руководство Дагестана
Ниже представлен список руководителей высших органов власти политических образований на территории Дагестана начиная с 1991 года: Республики Дагестан в составе Российской Федерации и ваххабитского Исламского государства Дагестан.

## Список руководителей Дагестана (1921—1991)
| Год       | Глава Республики Дагестан                                     | Глава правительства Дагестана                                                         | Глава парламента Дагестана                                                                                                  |
| --------- | ------------------------------------------------------------- | ------------------------------------------------------------------------------------- | --- |
| 1921      | Борис Шеболдаев, председатель обкома РКП(б)                   | Джелалэтдин Коркмасов, Председатель Ревкома — Председатель Совета Народных Комиссаров | Нажмутдин Самурский, Председатель ДагЦИК                                                                                    |
| 1922      | Ибрагим Алиев, ответств. секретарь обкома РКП(б)              | Джелалэтдин Коркмасов, Председатель Ревкома — Председатель Совета Народных Комиссаров | Магомед Далгат, Председатель ДагЦИК                                                                                         |
| 1923      | Мартемьян Рютин, ответств. секретарь обкома РКП(б)            | Джелалэтдин Коркмасов, Председатель Ревкома — Председатель Совета Народных Комиссаров | Магомед Далгат, Председатель ДагЦИК                                                                                         |
| 1923      | Муса Кундухов, ответств. секретарь обкома РКП(б)              | Джелалэтдин Коркмасов, Председатель Ревкома — Председатель Совета Народных Комиссаров | Магомед Далгат, Председатель ДагЦИК                                                                                         |
| 1923—1928 | Магомед Далгат, первый секретарь Дагобкома ВКП(б)             | Джелалэтдин Коркмасов, Председатель Ревкома — Председатель Совета Народных Комиссаров | Нажмутдин Самурский, Председатель ДагЦИК                                                                                    |
| 1928—1929 | Моисей Грановский, первый секретарь Дагобкома ВКП(б)          | Джелалэтдин Коркмасов, Председатель Ревкома — Председатель Совета Народных Комиссаров | Нажмутдин Самурский, Председатель ДагЦИК                                                                                    |
| 1929—1930 | Александр Муравьев, первый секретарь Дагобкома ВКП(б)         | Джелалэтдин Коркмасов, Председатель Ревкома — Председатель Совета Народных Комиссаров | Магомед Далгат, Председатель ДагЦИК                                                                                         |
| 1931      | Арон Цехер, первый секретарь Дагобкома ВКП(б)                 | Джелалэтдин Коркмасов, Председатель Ревкома — Председатель Совета Народных Комиссаров | Магомед Далгат, Председатель ДагЦИК                                                                                         |
| 1932—1934 | Арон Цехер, первый секретарь Дагобкома ВКП(б)                 | Керим Мамедбеков, председатель СНК                                                    | Магомед Далгат, Председатель ДагЦИК                                                                                         |
| 1935—1937 | Нажмутдин Самурский, первый секретарь Дагобкома ВКП(б)        | Керим Мамедбеков, председатель СНК                                                    | Магомед Далгат, Председатель ДагЦИК                                                                                         |
| 1938—1939 | Максим Сорокин, председатель Дагобкома ВКП(б)                 | Джамалутдин Магомедов, председатель СНК                                               | Адильгирей Тахтаров, Председатель Президиума Верховного Совета Магомед Меджидов, Председатель Верховного Совета (1949-1951) |
| 1940      | Николай Линкун, первый секретарь Дагобкома ВКП(б)             | Джамалутдин Магомедов, председатель СНК                                               | Адильгирей Тахтаров, Председатель Президиума Верховного Совета Магомед Меджидов, Председатель Верховного Совета (1949-1951) |
| 1941—1942 | Николай Линкун, первый секретарь Дагобкома ВКП(б)             | Абдурахман Даниялов, предс. СНК — председатель Совета министров                       | Адильгирей Тахтаров, Председатель Президиума Верховного Совета Магомед Меджидов, Председатель Верховного Совета (1949-1951) |
| 1943—1948 | Азиз Алиев, первый секретарь Дагобкома ВКП(Б)                 | Абдурахман Даниялов, предс. СНК — председатель Совета министров                       | Адильгирей Тахтаров, Председатель Президиума Верховного Совета Магомед Меджидов, Председатель Верховного Совета (1949-1951) |
| 1949—1950 | Абдурахман Даниялов, первый секретарь Дагобкома ВКП(б) — КПСС | Салам Айдинбеков, председатель Совета Министров                                       | Адильгирей Тахтаров, Председатель Президиума Верховного Совета Магомед Меджидов, Председатель Верховного Совета (1949-1951) |
| 1951      | Абдурахман Даниялов, первый секретарь Дагобкома ВКП(б) — КПСС | Салам Айдинбеков, председатель Совета Министров                                       | Магомед Меджидов, Председатель Верховного Совета Абдул-Гамид Батырмурзаев, председатель Президиума ВС                       |
| 1952      | Абдурахман Даниялов, первый секретарь Дагобкома ВКП(б) — КПСС | Магомед Меджидов, Председатель Совета Министров                                       | Магомед Меджидов, Председатель Верховного Совета Абдул-Гамид Батырмурзаев, председатель Президиума ВС                       |
| 1953—1954 | Абдурахман Даниялов, первый секретарь Дагобкома ВКП(б) — КПСС | Магомед Меджидов, Председатель Совета Министров                                       | Арсланали Мантаев, председатель Президиума ВС                                                                               |
| 1955—1956 | Абдурахман Даниялов, первый секретарь Дагобкома ВКП(б) — КПСС | Магомед Меджидов, Председатель Совета Министров                                       | Гаджикасум Алиев, председатель Президиума ВС                                                                                |
| 1957—1962 | Абдурахман Даниялов, первый секретарь Дагобкома ВКП(б) — КПСС | Магомед-Салам Умаханов, председатель СМ                                               | Гаджикасум Алиев, председатель Президиума ВС                                                                                |
| 1963—1967 | Абдурахман Даниялов, первый секретарь Дагобкома ВКП(б) — КПСС | Магомед-Салам Умаханов, председатель СМ                                               | Роза Эльдарова, председатель Президиума ВС                                                                                  |
| 1968—1970 | Магомед-Салам Умаханов, первый секретарь Дагобкома КПСС       | Алипаша Умалатов, председатель СМ                                                     | Абдурахман Даниялов, председатель Президиума ВС                                                                             |
| 1971—1978 | Магомед-Салам Умаханов, первый секретарь Дагобкома КПСС       | Алипаша Умалатов, председатель СМ                                                     | Шахруддин Шамхалов, председатель Президиума ВС                                                                              |
| 1979—1982 | Магомед-Салам Умаханов, первый секретарь Дагобкома КПСС       | Магомед Юсупов, председатель СМ                                                       | Алипаша Умалатов, председатель Президиума ВС                                                                                |
| 1983—1987 | Магомед Юсупов, первый секретарь Дагобкома КПСС               | Магомедали Магомедов, председатель СМ                                                 | Алипаша Умалатов, председатель Президиума ВС                                                                                |
| 1988—1989 | Магомед Юсупов, первый секретарь Дагобкома КПСС               | Абдуразак Мирзабеков, председатель СМ — председатель правительства                    | Магомедали Магомедов, председатель Президиума ВС, председатель Верховного Совета                                            |
| 1990—1991 | Муху Алиев, первый секретарь Дагбкома КПСС                    | Абдуразак Мирзабеков, председатель СМ — председатель правительства                    | Магомедали Магомедов, председатель Президиума ВС, председатель Верховного Совета                                            |

## Руководители Республики Дагестан (с 1991)
- 1921 — 1991  — Дагестанская Автономная Советская Социалистическая Республика - ДАССР
- 13 мая 1991  — 31 марта 1992 — Дагестанская Советская Социалистическая Республика — Республика Дагестан
- С 31 марта 1992 — Республика Дагестан

### Главы Республики
| Начало полномочий                         | Конец полномочий | Имя                    | Национальность | Примечание |
| ----------------------------------------- | ---------------- | ---------------------- | -------------- | --- |
| Председатель Верховного совета ДССР—РД/РД |                  |                        |                | |
| 13 мая 1991                               | 26 июля 1994     | Магомедали Магомедов   | даргинец       | Занимал пост председателя Верховного совета Дагестанской АССР с 24 апреля 1990 года; ранее, с 1987 года, занимал пост председателя президиума Верховного совета ДАССР |
| Председатель Государственного совета РД   |                  |                        |                | |
| 26 июля 1994                              | 20 февраля 2006  | Магомедали Магомедов   | даргинец       | 26 июля 1994 Конституционное собрание РД приняло Конституцию. В соответствии с ней Конституционное собрание избирало Госсовет и его главу. Госсовет являлся коллективным правящим органом, в состав которого входили 14 представителей титульных национальностей республики. Выборы председателя Госсовета РД проходили 26 июля 1994, 25 июня 1998 и 25 июня 2002 года. 20 февраля 2006 года Магомедали Магомедов подал заявление об отставке |
| Президент РД                              |                  |                        |                | |
| 20 февраля 2006                           | 20 февраля 2010  | Муху Алиев             | аварец         | 10 июля 2003 года Конституционное собрание приняло Конституцию РД, в соответствии с которой в республике вводился пост президента. 20 февраля 2006 года Народное собрание утвердило Муху Алиева президентом РД |
| 20 февраля 2010                           | 28 января 2013   | Магомедсалам Магомедов | даргинец       | 8 февраля 2010 года Президент России Дмитрий Медведев внёс на рассмотрение Народного Собрания кандидатуру Магомедсалама Магомедова для наделения его полномочиями Президента. 10 января республиканский парламент утвердил кандидатуру Магомедова, а 20 января состоялась его инаугурация |
| Глава РД                                  |                  |                        |                | |
| 20 февраля 2010                           | 28 января 2013   | Магомедсалам Магомедов | даргинец       | 30 сентября 2010 года Народное Собрание РД изменило официальное наименование высшего должностного лица республики. Однако утверждение кандидата на должность Главы может состояться только после истечения полномочий Президента республики Магомедсалама Магомедова, утвержденного Народным Собранием именно на должность президента сроком до февраля 2014 года                                                                             |
| 28 января 2013                            | 3 октября 2017   | Рамазан Абдулатипов    | аварец         | Указом Президента РФ временное исполнение обязанностей Президента Республики Дагестан возложено на Абдулатипова Р. Г. |
| 3 октября 2017                            | 5 октября 2020   | Владимир Васильев      | казах/русский  | 3 октября 2017 года Президент России Владимир Путин назначил Владимира Васильева временно исполняющим обязанности Главы Республики Дагестан. |
| 5 октября 2020                            | н.в.             | Сергей Меликов         | лезгин/русский | 5 октября 2020 года Президент России Владимир Путин назначил Сергея Меликова временно исполняющим обязанности Главы Республики Дагестан. |

### Главы правительства
| Начало полномочий                        | Конец полномочий | Имя                  | Национальность | Примечание                                                               |
| ---------------------------------------- | ---------------- | -------------------- | -------------- | ------------------------------------------------------------------------ |
| Председатель Совета министров ДССР—РД/РД |                  |                      |                |                                                                          |
| 13 мая 1991                              | 26 июля 1994     | Абдуразак Мирзабеков | кумык          | Занимал пост председателя Совета министров Дагестанской АССР с 1987 года |
| Председатели Правительства РД            |                  |                      |                |                                                                          |
| 26 июля 1994                             | 20 августа 1997  | Абдуразак Мирзабеков | кумык          |                                                                          |
| 20 августа 1997                          | 13 октября 2004  | Хизри Шихсаидов      | кумык          | И. о. до 26 августа 1997 года                                            |
| 13 октября 2004                          | 6 марта 2006     | Атай Алиев           | кумык          | И. о. до 14 октября 2004                                                 |
| 6 марта 2006                             | 24 февраля 2010  | Шамиль Зайналов      | кумык          |                                                                          |
| 25 февраля 2010                          | 30 января 2013   | Магомед Абдулаев     | аварец         |                                                                          |
| 31 января 2013                           | 22 июля 2013     | Мухтар Меджидов      | даргинец       |                                                                          |
| 22 июля 2013                             | 5 февраля 2018   | Абдусамад Гамидов    | даргинец       |                                                                          |
| 7 февраля 2018                           | 18 ноября 2020   | Артём Здунов         | эрзя           |                                                                          |
| 19 ноября 2020                           | н.в              | Абдулпатах Амирханов | аварец         |                                                                          |

### Главы парламента
| Начало полномочий                  | Конец полномочий | Имя                      | Национальность | Примечание |
| ---------------------------------- | ---------------- | ------------------------ | -------------- | --- |
| Председатели Верховного совета РД  |                  |                          |                | |
| 13 мая 1991                        | 26 июля 1994     | Магомедали Магомедов     | даргинец       | |
| Июль 1994                          | 18 апреля 1995   | Муху Алиев               | аварец         | |
| Председатели Народного собрания РД |                  |                          |                | |
| 18 апреля 1995                     | 20 февраля 2006  | Муху Алиев               | аварец         | Выборы Народного собрания РД состоялись 5 марта 1995 года. Первое заседание парламента состоялось 18 апреля 1995 года. Затем выборы парламента республики проходили 7 марта 1999 и 13 марта 2003 года. 20 февраля 2006 года Народное собрание избрало Муху Алиева президентом РД |
| 20 февраля 2006                    | 4 апреля 2007    | Магомедсалам Магомедов   | даргинец       | Занял пост после избрания Муху Алиева президентом республики |
| 4 апреля 2007                      | 23 марта 2010    | Магомед Сулейманов       | даргинец       | Выборы Народного собрания РД прошли 11 марта 2007 года. Первое заседание парламента нового созыва состоялось 4 апреля 2007 года |
| С 24 марта 2010                    | 7 февраля 2013   | Магомед-Султан Магомедов | кумык          | |
| 7 февраля 2013                     | 29 сентября 2016 | Хизри Шихсаидов          | кумык          | |
| 29 сентября 2016                   | 30 сентября 2021 | Хизри Шихсаидов          | кумык          | |
| 30 сентября 2021                   | н.в              | Заур Аскендеров          | кумык          | |

## Руководители Исламского государства Дагестан (1999)

### Главы государства и правительства
| Начало полномочий              | Конец полномочий | Имя                  | Национальность | Примечание |
| ------------------------------ | ---------------- | -------------------- | -------------- | --- |
| Глава Исламского правительства |                  |                      |                | |
| 10 августа 1999                | Сентябрь 1999    | Серажутдин Рамазанов | аварец         | После вторжения ваххабитов на территорию Дагестана, 10 августа 1999 года Исламская шура распространила Декларацию о восстановлении Исламского государства Дагестан и Постановление в связи с оккупацией Государства Дагестан. Шура объявила Государственный совет РД низложенным и сформировала Исламское правительство. В начале сентября 1999 года ваххабиты были изгнаны с территории Дагестана. Исламское государство Дагестан фактически перестало существовать                                                                                      |
| Военный амир                   |                  |                      |                | |
| 11 августа 1999                | 11 сентября 1999 | Шамиль Басаев        | чеченец        | 11 августа 1999 года в Ботлихском районе состоялось заседание Исламской шуры. Участники заседания официально возложили на Шамиля Басаева полномочия «военного амира объединёнными силами моджахедов на период до полного изгнания кафиров со священной дагестанской земли». 11 сентября 1999 года Басаев объявил о выводе исламских формирований из Новолакского района. Он заявил, что моджахеды вошли в Дагестан для того, чтобы помочь единоверцам в Кадарской зоне, а теперь, после поражения ополченцев, не имеет смысла продолжать боевые действия. |
|                                |                  |                      |                | |